# Ptilodexia argentina
Ptilodexia argentina är en tvåvingeart som först beskrevs av Jacques-Marie-Frangile Bigot 1889.  Ptilodexia argentina ingår i släktet Ptilodexia och familjen parasitflugor. Inga underarter finns listade i Catalogue of Life.